# Château de la Briqueterie (Ris-Orangis)

## Histoire
Le château de la Briqueterie est un château disparu, anciennement situé sur la commune de Ris-Orangis.
Le château de la Briqueterie, dont le parc s'étendait depuis le haut du coteau jusqu'à la Seine, a appartenu au comte de Saint-Priest, ambassadeur du roi Louis XV à Constantinople puis ministre de la guerre de Louis XVI.
Devenu « bien national » après la fuite de Saint-Priest, la propriété fut achetée par le vicomte Garat, beau-père du général Pierre Yriex Daumesnil, qui y résida avec sa famille.
La demeure fut démolie en 1918. Le domaine fut divisé en deux, la partie haute, vers le chemin de Trousseau, prenant le nom de « Ris-Sélect » et la partie basse, vers la Seine, prenant le nom de « Ris-Idéal ».

## Galerie d'images
Au XVIIIe siècle, les jardins du château étaient réguliers, et aménagés le long d'un coteau assez pentu, tout le long de la Seine. Aujourd'hui l'ensemble est loti par des pavillons à usage d'habitation. 
Le château était collé à la Seine, surplombant le fleuve par une terrasse du bord de l'eau, qui longeait le fleuve sur environ 350 mètres tout le long de la propriété, depuis le sud jusqu'au nord, espace des communs et du potager inclus. 
Au sud du château, une grande allée ombragée permettait de se promener tout en admirant le paysage, la Seine et le trafic fluvial continu reliant Fontainebleau à Paris.
Depuis l'intérieur du château, la vue était évidemment champêtre, puisque les pièces donnaient directement sur la Seine. 
Le jardin s'aménageait du côté du coteau, en se détournant de la vue du fleuve. Un petit parterre était placé face au château. Puis la coline montante était aménagée par de longues et grandes pelouses (sur une distance d'environ 250 mètres de long), lesquelles aboutissaient à l'allée haute, d'où la composition paysagère était la plus époustouflante, puisque l'on découvrait le château dans le fond, la Seine partiellement visible et la coline d'en face, du côté du château de Soisy-sur-Seine, dans le lointain. Une composition régulière et spectaculaire, bien qu'aménagée à peu de frais, sans ornements superflus. 

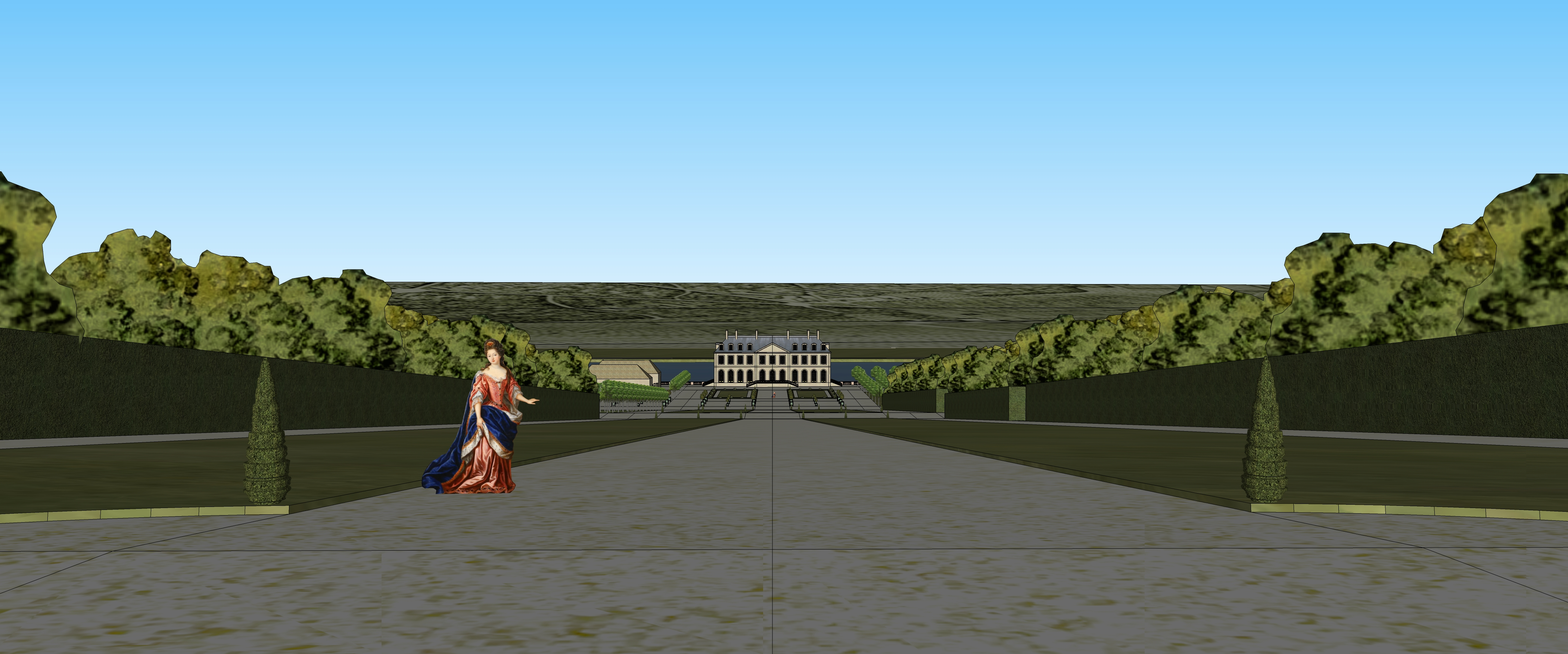
Schéma de la vue sur le château de la Briqueterie à Ris-Orangis, XVIIIe siècle.
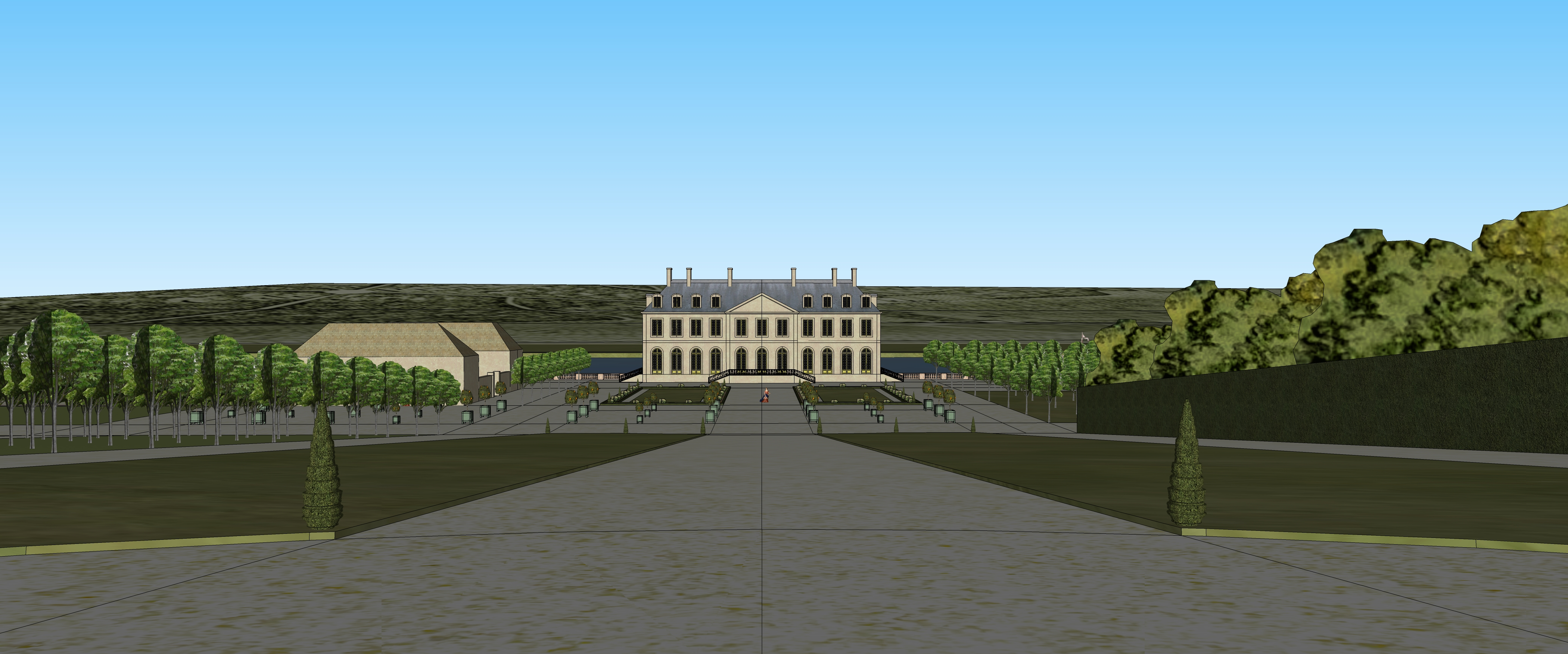
Schéma depuis le milieu du jardin du château de la Briqueterie, XVIIIe siècle
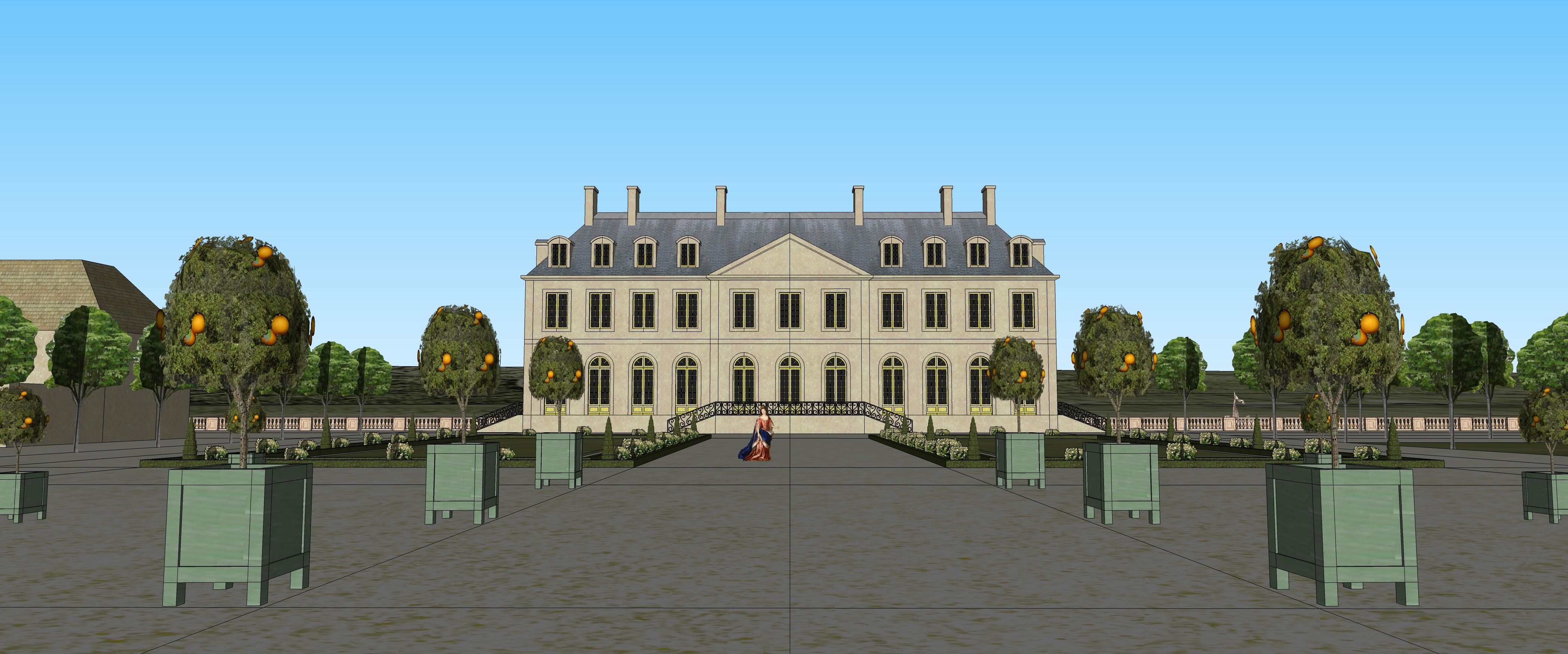
Schéma de la vue sur le château de la Briqueterie depuis le jardin, XVIIIe siècle
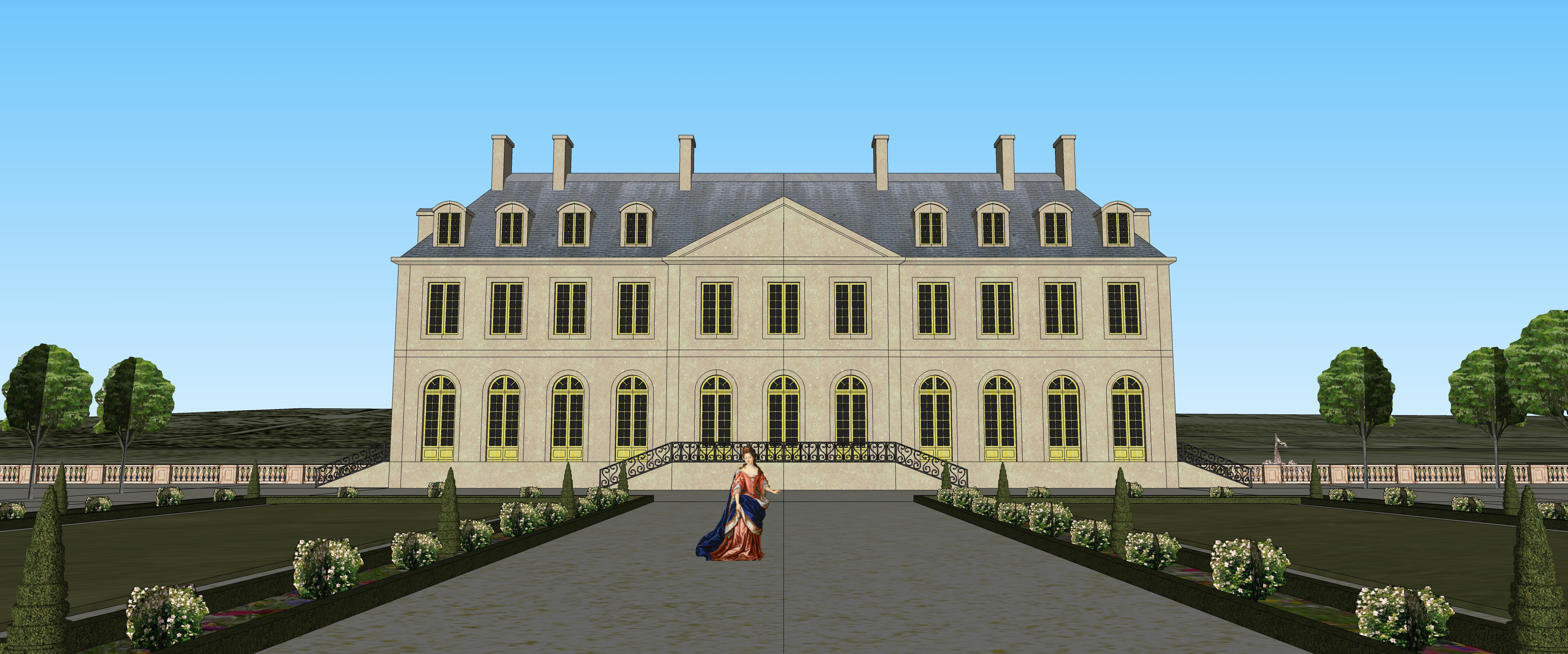
Schéma de la vue sur le château de la Briqueterie du côté du parterre, XVIIIe siècle
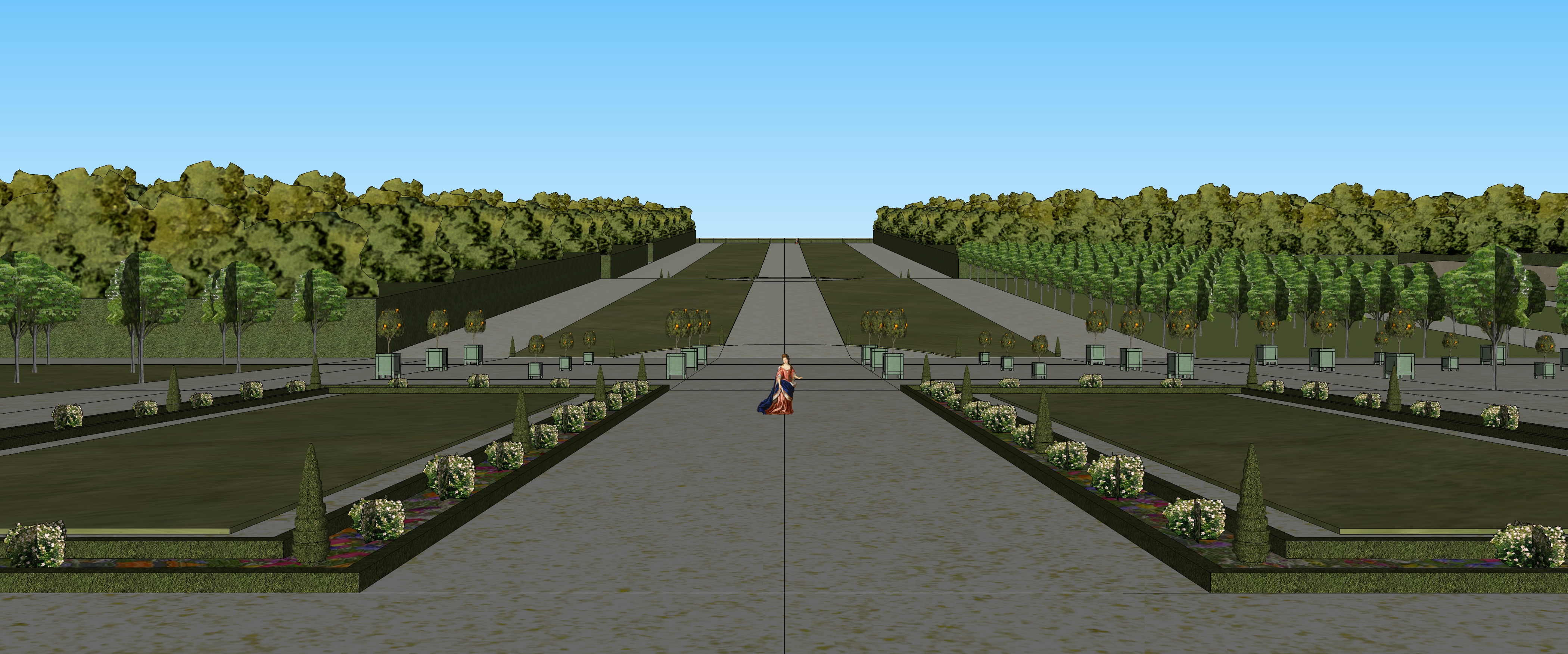
Schéma de la vue sur le jardin depuis le perron du vestibule, XVIIIe siècle.
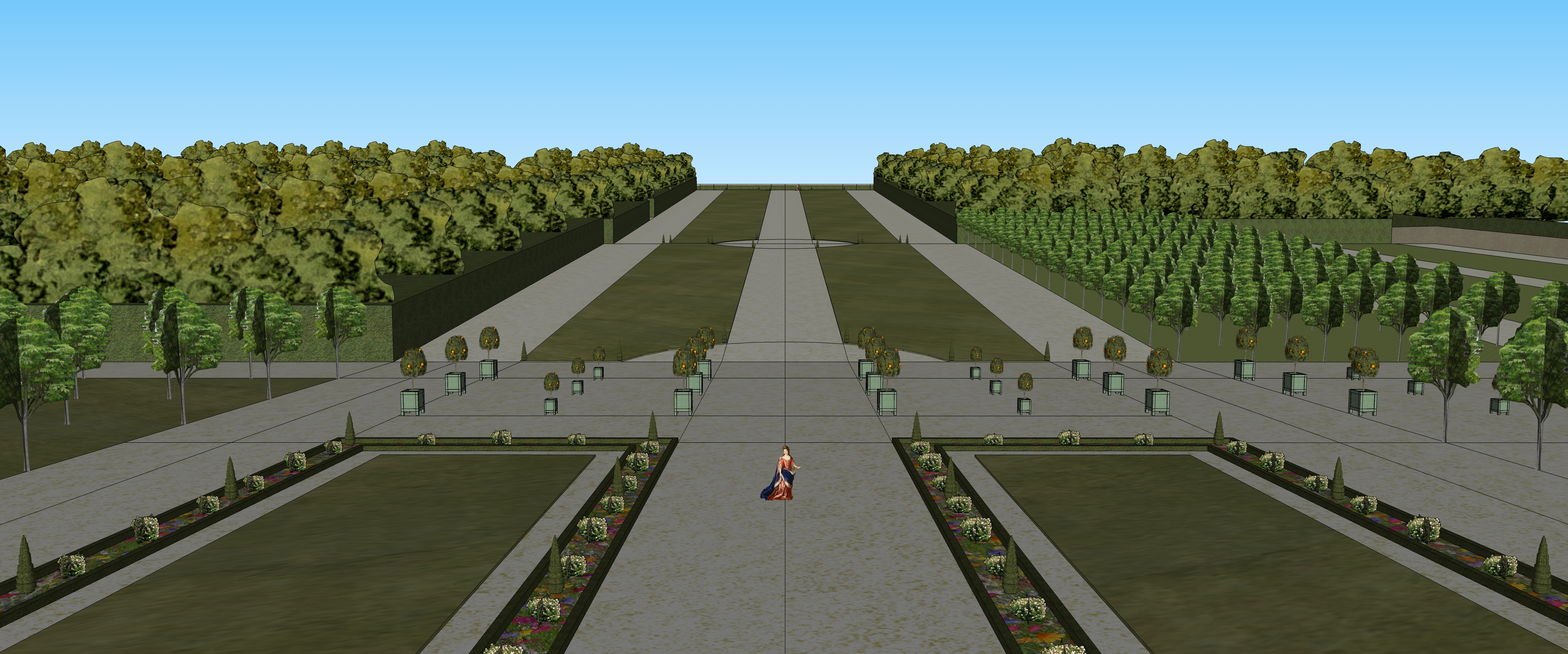
Schéma de la vue depuis le premier étage du château de la Briqueterie, en direction du jardin, XVIIIe siècle
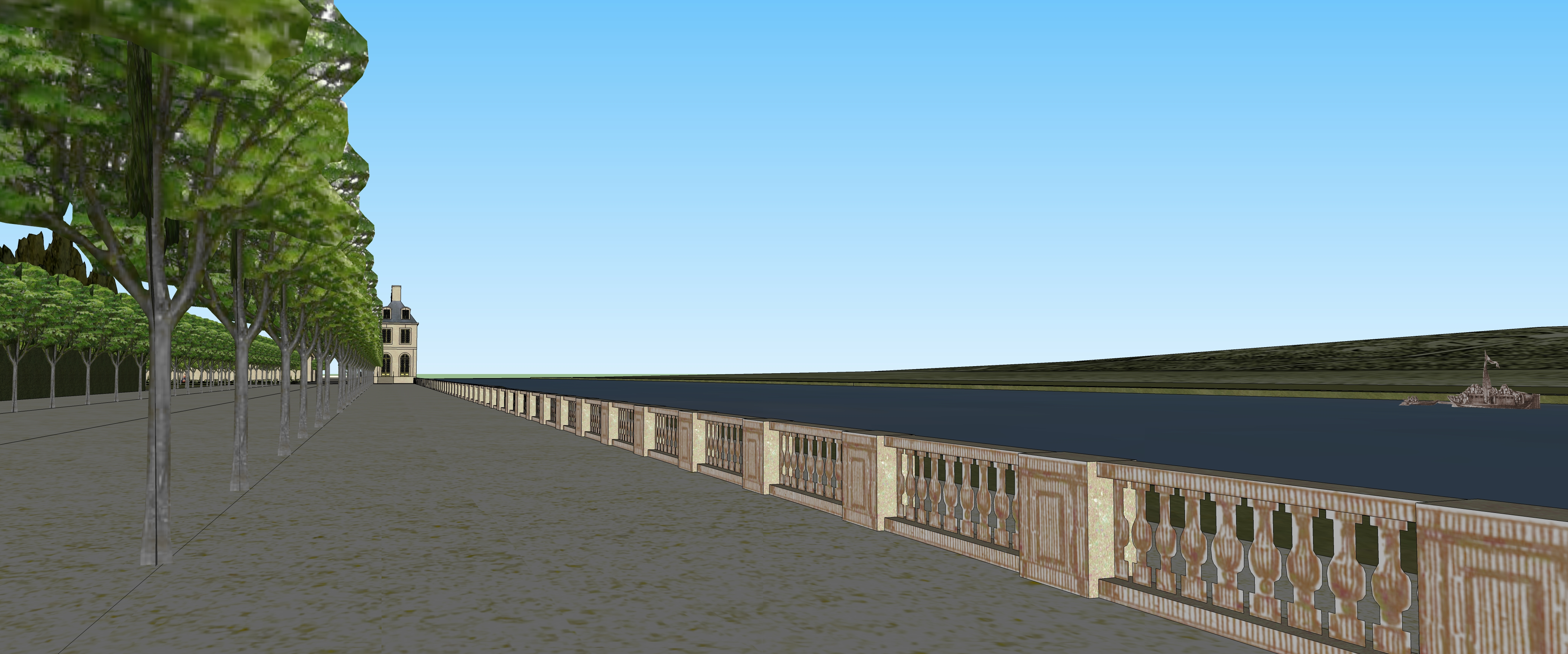
Schéma de la vue depuis la terrasse du bord de l'eau au château de la Briqueterie, Ris-Orangis, XVIIIe siècle
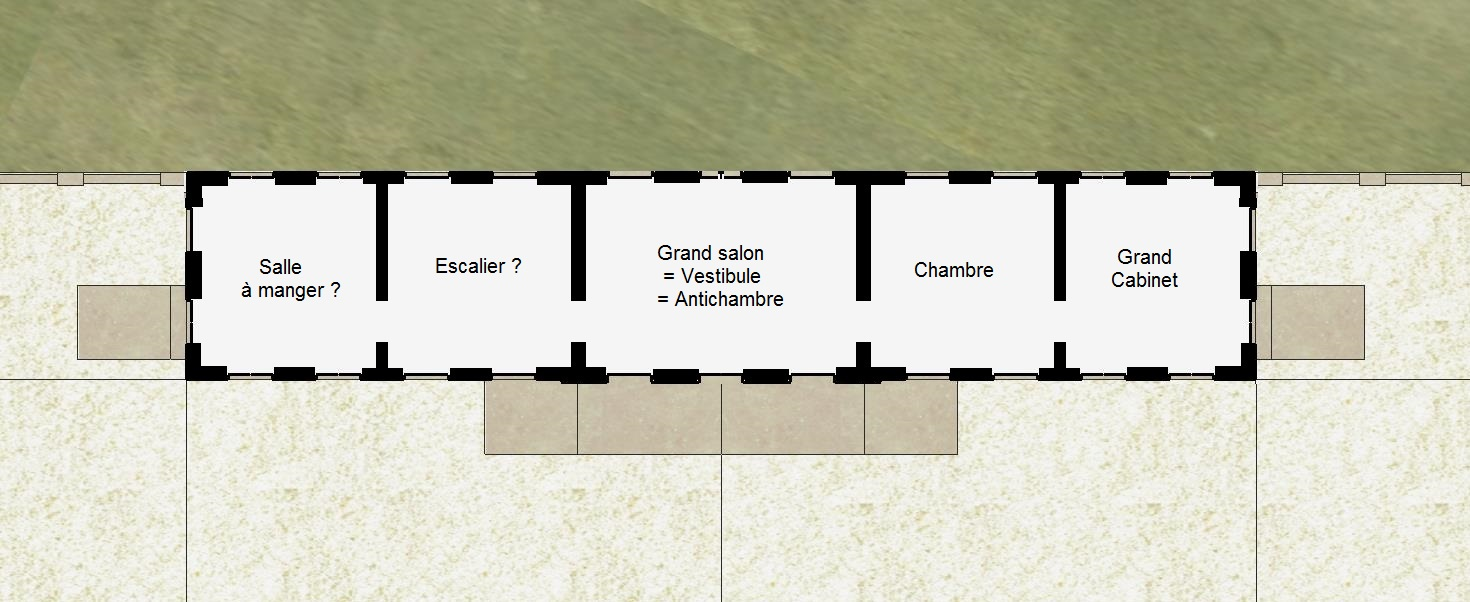
Proposition de restitution du plan du rez-de-chaussée du château de la Briqueterie à Ris-Orangis, XVIIIe siècle